# Let Me Live
„Let Me Live“ je píseň britské rockové skupiny Queen. Vyšla na posledním studiovém albu skupiny Made in Heaven roku 1995. Jako singl s B-stranou „Fat Bottomed Girls“ a „Bicycle Race“ vyšla píseň dne 17. června 1996 a v britském žebříčku UK Singles Chart se tento singl umístil na 9. místě.

## Struktura skladby
V hlavním zpěvu se střídají všichni členové skupiny, kromě Baskytaristy Johna Deacona. První sloku zpívá Freddie Mercury, druhou sloku a můstek zpívá Roger Taylor a poslední zpívá Brian May. Během sborového zpěvu zpívají všichni členové kapely, opět kromě Johna Deacona. Skladba také obsahuje mnoho doprovodných vokálů, což jí dává gospelový zvuk připomínající singl kapely „Somebody to Love“ z roku 1976.

## Historie
Freddie Mercury v rozhovoru uvedl, že píseň byla původně nahrána s Rodem Stewartem v roce 1983 a to původně pro album The Works z roku 1984.
Text doprovodných vokálů ve verzi určené k vydání na albu Made in Heaven v roce 1995 musel být změněn kvůli problémům s autorskými právy, protože text připomínal část písně „Piece of My Heart“. První vydání alba v Mexiku a Nizozemsku však stále obsahovala původní verzi.
Podle webových stránek skupiny Queen, tuto píseň rádio BBC Radio 1 zakázalo vysílat.

## Obsazení nástrojů
- Freddie Mercury — hlavní zpěv on first verse, klavír
- Brian May — hlavní zpěv, doprovodné vokály, elektrická kytara, varhany
- Roger Taylor — hlavní zpěv, doprovodné vokály, bicí, perkuse
- John Deacon — basová kytara

Doprovodní hudebníci
- Rebecca Leigh-White — doprovodné vokály
- Gary Martin — doprovodné vokály
- Catherine Porter — doprovodné vokály
- Miriam Stockley — doprovodné vokály

## Umístění na žebříčcích
| Žebříček                              | Umístění |
| ------------------------------------- | -------- |
| Německo (Official German Charts)      | 67       |
| Nizozemsko (Dutch Top 40)             | 36       |
| Nizozemsko (Single Top 100)           | 28       |
| Spojené království (UK Singles Chart) | 9        |